# Ster Elektrotoer 2003
Lo Ster Elektrotoer 2003, diciassettesima edizione della corsa, si svolse dal 10 al 14 settembre su un percorso di 767 km ripartiti in 5 tappe, con partenza da Veldhoven e arrivo a Schijndel. Fu vinto dall'olandese Gerben Löwik della squadra Bankgiroloterij Cycling Team davanti ai connazionali Niels Scheuneman e Rik Reinerink.

## Tappe
| Tappa  | Data         | Percorso                                  | km  | Vincitore di tappa | Leader cl. generale |
| ------ | ------------ | ----------------------------------------- | --- | ------------------ | ------------------- |
| 1ª     | 10 settembre | Veldhoven > Veldhoven (cron. individuale) | 4,8 | Thomas Dekker      | Thomas Dekker       |
| 2ª     | 11 settembre | Eindhoven > Nuth                          | 197 | Eddy Serri         | Aleksej Markov      |
| 3ª     | 12 settembre | Valkenburg > Valkenburg                   | 176 | Thomas Dekker      | Bram Schmitz        |
| 4ª     | 13 settembre | Valkenburg > Verviers                     | 203 | Luca Solari        | Gerben Löwik        |
| 5ª     | 14 settembre | Sittard-Geleen > Schijndel                | 186 | Enrico Degano      | Gerben Löwik        |
| Totale | Totale       | Totale                                    | 767 |                    |                     |

## Dettagli delle tappe

### 1ª tappa
- 10 settembre: Veldhoven > Veldhoven (cron. individuale) – 4,8 km

| Pos. | Corridore         | Squadra       | Tempo |
| ---- | ----------------- | ------------- | ----- |
| 1    | Thomas Dekker     | Rabobank TT3  | 5'37" |
| 2    | Fabian Cancellara | Fassa Bortolo | s.t.  |
| 3    | Niels Scheuneman  | Rabobank TT3  | a 3"  |

| Pos. | Corridore         | Squadra       | Tempo |
| ---- | ----------------- | ------------- | ----- |
| 1    | Thomas Dekker     | Rabobank TT3  | 5'37" |
| 2    | Fabian Cancellara | Fassa Bortolo | s.t.  |
| 3    | Niels Scheuneman  | Rabobank TT3  | a 3"  |

### 2ª tappa
- 11 settembre: Eindhoven > Nuth – 197 km

| Pos. | Corridore      | Squadra         | Tempo    |
| ---- | -------------- | --------------- | -------- |
| 1    | Eddy Serri     | Mercatone Uno   | 4h14'57" |
| 2    | Aleksej Markov | Lokomotiv       | s.t.     |
| 3    | Gerben Löwik   | Bankgiroloterij | s.t.     |

| Pos. | Corridore      | Squadra         | Tempo    |
| ---- | -------------- | --------------- | -------- |
| 1    | Aleksej Markov | Lokomotiv       | 4h20'34" |
| 2    | Bram Schmitz   | Bankgiroloterij | a 2"     |
| 3    | Gerben Löwik   | Bankgiroloterij | a 4"     |

### 3ª tappa
- 12 settembre: Valkenburg > Valkenburg – 176 km

| Pos. | Corridore     | Squadra         | Tempo    |
| ---- | ------------- | --------------- | -------- |
| 1    | Thomas Dekker | Rabobank TT3    | 3h57'13" |
| 2    | Rik Reinerink | Bankgiroloterij | s.t.     |
| 3    | Gerben Löwik  | Bankgiroloterij | s.t.     |

| Pos. | Corridore      | Squadra         | Tempo    |
| ---- | -------------- | --------------- | -------- |
| 1    | Bram Schmitz   | Bankgiroloterij | 8h17'46" |
| 2    | Aleksej Markov | Lokomotiv       | a 1"     |
| 3    | Gerben Löwik   | Bankgiroloterij | s.t.     |

### 4ª tappa
- 13 settembre: Valkenburg > Verviers – 203 km

| Pos. | Corridore        | Squadra         | Tempo    |
| ---- | ---------------- | --------------- | -------- |
| 1    | Luca Solari      | Mercatone Uno   | 5h35'43" |
| 2    | Gerben Löwik     | Bankgiroloterij | s.t.     |
| 3    | Niels Scheuneman | Rabobank TT3    | a 3"     |

| Pos. | Corridore        | Squadra         | Tempo     |
| ---- | ---------------- | --------------- | --------- |
| 1    | Gerben Löwik     | Bankgiroloterij | 13h53'18" |
| 2    | Niels Scheuneman | Rabobank TT3    | a 48"     |
| 3    | Rik Reinerink    | Bankgiroloterij | a 1'32"   |

### 5ª tappa
- 14 settembre: Sittard-Geleen > Schijndel – 186 km

| Pos. | Corridore         | Squadra       | Tempo    |
| ---- | ----------------- | ------------- | -------- |
| 1    | Enrico Degano     | Mercatone Uno | 4h08'22" |
| 2    | Marco Zanotti     | Fassa Bortolo | s.t.     |
| 3    | Francesco Chicchi | Fassa Bortolo | s.t.     |

| Pos. | Corridore        | Squadra         | Tempo     |
| ---- | ---------------- | --------------- | --------- |
| 1    | Gerben Löwik     | Bankgiroloterij | 18h01'42" |
| 2    | Niels Scheuneman | Rabobank TT3    | a 48"     |
| 3    | Rik Reinerink    | Bankgiroloterij | a 1'32"   |

## Classifiche finali

### Classifica generale
| Pos. | Corridore         | Squadra                      | Tempo     |
| ---- | ----------------- | ---------------------------- | --------- |
| 1    | Gerben Löwik      | Bankgiroloterij Cycling Team | 18h01'42" |
| 2    | Niels Scheuneman  | Rabobank TT3                 | a 48"     |
| 3    | Rik Reinerink     | Bankgiroloterij Cycling Team | a 1'32"   |
| 4    | Sergey Klimov     | Lokomotiv                    | a 2'00"   |
| 5    | Bram Schmitz      | Bankgiroloterij Cycling Team | a 3'59"   |
| 6    | Rory Sutherland   | Rabobank TT3                 | a 4'40"   |
| 7    | Thomas Dekker     | Rabobank TT3                 | a 4'50"   |
| 8    | Bart Voskamp      | Bankgiroloterij Cycling Team | a 5'02"   |
| 9    | Ruggero Borghi    | Mercatone Uno-Scanavino      | a 5'26"   |
| 10   | Remco van der Ven | Bankgiroloterij Cycling Team | a 5'31"   |